# Valters Nollendorfs

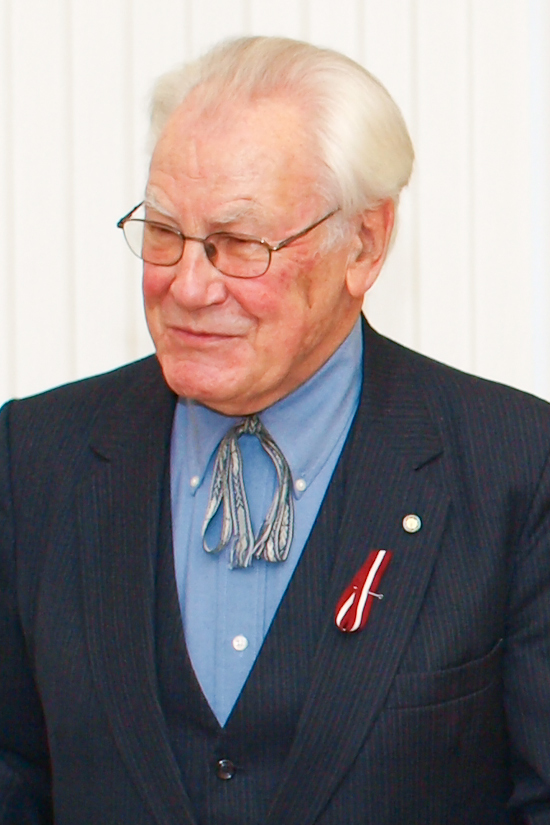
Valters Nollendorfs, 2011

Valters Nollendorfs (* 22. März 1931 in Riga) ist Germanist und emeritierter Professor der University of Wisconsin–Madison.

## Leben und Wirken
Nachdem Valters Nollendorfs’ Familie angesichts der zweiten sowjetischen Besetzung Lettlands ihr Heimatland verlassen hatte, wuchs er von 1944 bis 1950 im Münsterland auf, bis seine Eltern mit ihm in die USA emigrierten. 1954 erlangte er den Bachelor of Science für das Lehramt Deutsch und Englisch und 1955 den Master of Arts für Deutsche Literatur an der University of Nebraska. 1962 promovierte er mit der Schrift Der Streit um den Urfaust an der University of Michigan. Er lehrte von 1961 bis 1962 als Dozent und von 1962 bis 1995 als Professor an der University of Wisconsin, zeitweilig leitete er die Deutsch-Abteilung.
1991 wurde er Mitglied der Lettischen Akademie der Wissenschaften. Von 1998 bis 2003 war er Vorstandsvorsitzender der Stiftung Lettisches Okkupationsmuseum. Nollendorfs verfasste zahlreiche Publikationen zur deutschen Okkupation Lettlands und arbeitete dabei immer wieder mit deutschen Historikern zusammen. 
1997 erhielt Nollendorfs unter Würdigung seiner Arbeit auf dem Gebiet der lettischen Kultur den Drei-Sterne-Orden 5. Klasse. Für seine jahrelangen Verdienste um die deutsch-lettischen Beziehungen verlieh ihm Bundespräsident Steinmeier das Bundesverdienstkreuz 1. Klasse, welches Botschafter Rolf Schütte in Riga übergab. 2021 zeichnete Egils Levits, der Präsident Lettlands, Nollendorfs mit einer Verdiensturkunde (lettisch: Cildinājuma raksts) aus, um seinen lebenslangen Einsatz für die Bewahrung des kollektiven Gedächtnisses der lettischen Nation zu würdigen.

## Mitgliedschaften
- 1982: Baltische Historische Kommission (korrespondierendes Mitglied)[6]
- 1991: Lettische Akademie der Wissenschaften

## Auszeichnungen
- 1997: Drei-Sterne-Orden 5. Klasse
- 2017: Bundesverdienstkreuz 1. Klasse
- 2021: Verdiensturkunde des Präsidenten Lettlands

## Schriften
- Der Streit um den Urfaust. Mouton, Den Haag 1967.
- als Herausgeber mit David P. Benseler und Walter F.W. Lohnes: Teaching German in America. Prolegomena to a history. University of Wisconsin, Max Kade Institute for German-American Studies, Madison 1988, ISBN 0-299-97022-1.
- als Herausgeber: Die drei Okkupationen Lettlands 1940–1991. Sowjetische und nationalsozialistische Besetzungen und ihre Folgen. Verein des Lettischen Okkupationsmuseums Riga, Riga 2007, ISBN 978-9984-9931-1-9.
- Lettland unter der Herrschaft der Sowjetunion und des Nationalsozialistischen Deutschland, 1940–1991. Verein des Lettischen Okkupationsmuseums, Riga 2017, ISBN 978-9934-8299-4-9.